# بيت الفصيح (الشاهل)

تعديل مصدري - تعديل

بيت الفصيح هي إحدى قرى عزلة جانب الشام بمديرية الشاهل التابعة لمحافظة حجة، بلغ تعداد سكانها 382 نسمة حسب تعداد اليمن لعام 2004.